# Laura Sintija Cerniauskaité
Laura Sintija Černiauskaitė, née 8 décembre 1976 à Vilnius, est une écrivaine lituanienne.
Elle étudie la linguistique et la littérature lituaniennes à l'université de Vilnius, puis travaille pour différents magazines.
Elle est l'auteur de pièces de théâtre, dont Išlaisvink auksinį kumeliuką (2001) et Liučė čiuožia (2003), qui remporte le premier prix au Festival international de théâtre de Berlin en 2004.
Elle reçoit le Prix de littérature de l'Union européenne en 2010 pour son premier roman, Kvėpavimas į marmurą.